# Flash mob
Niektóre z zamieszczonych tu informacji wymagają weryfikacji.
Dokładniejsze informacje o tym, co należy poprawić, być może znajdują się w dyskusji tego artykułu.
 Po wyeliminowaniu niedoskonałości należy usunąć szablon {{Dopracować}} z tego artykułu.

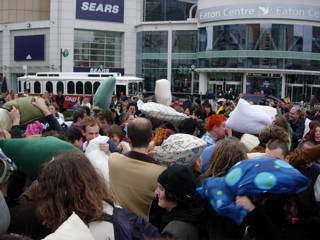
Flash mob w Toronto – walka na poduszki

Flash mob (z ang. dosł. „błyskawiczny tłum“) – sztuczny tłum ludzi gromadzących się niespodziewanie w miejscu publicznym w celu przeprowadzenia krótkotrwałego zdarzenia, zazwyczaj zaskakującego dla przypadkowych świadków.
W akcji uczestniczą nieznani sobie ludzie znający jedynie jej termin i planowane działanie. Zazwyczaj akcje takie organizowane są za pośrednictwem Internetu lub SMS-ów.

## Historia
Pomysł zorganizowania flash mobów narodził się w Nowym Jorku, pierwszą akcję tego typu zaplanowała na początku 2003 roku osoba lub organizacja określająca się jako Mob Project. Zabawa polegała na zgromadzeniu się w sklepie Macy’s i dopytywaniu się sprzedawców o dywanik miłości dla komuny. Kolejne akcje polegały na oddawaniu pokłonów ogromnej figurce pluszowego dinozaura ustawionej w jednym ze sklepów z zabawkami na Times Square, klaskaniu wewnątrz ekskluzywnego hotelu albo obserwacji fikcyjnego przedstawienia. Uczestniczyły w niej setki osób. Pomysł na flash mob szybko rozpowszechnił się w innych miejscach świata, także w Polsce. W pierwszą rocznicę powstania ruchu flash mob odbył się tak zwany Drugi Globalny Flash Mob, którego scenariusz nawiązywał do nowojorskiego dywanika miłości dla komuny.
Znanymi organizacjami organizującymi flash moby są m.in. Global Flash Mob Committee, Improv Everywhere (Nowy Jork, USA), SydMob (Sydney, Australia), Fmob RU (Rosja), Flash Mob Zone (Polska).

## W Polsce

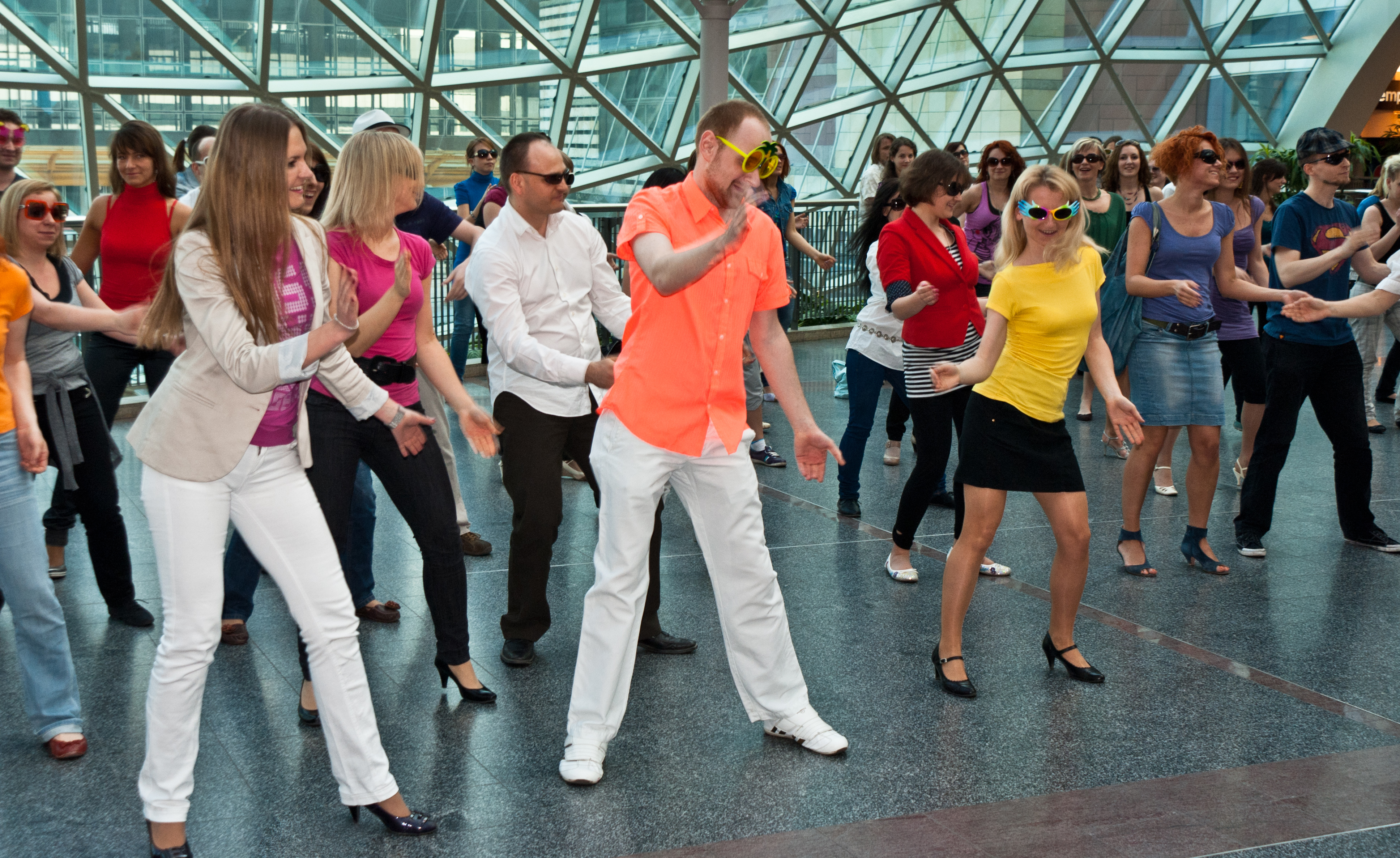
Flash mob taneczny w Złotych Tarasach w Warszawie

Jedną z grup działających w Polsce jest Warszawski Front Abstrakcyjny, który powstał w 2003 roku. Inną polską grupą był FLOB, który organizował akcje w różnych miastach Polski. Jednym z pierwszych polskich miast, w którym odbył się flash mob był Radom, gdzie sześćdziesiąt osób zachwycało się doskonałością bułek z serem.

## Cele flash mobów i wyjątki
Wyróżniamy kilka rodzajów flash mobów. W każdym z nich najważniejszą ideą jest zabawa. Teoretycznie, drugim pod względem ważności elementem jest spontaniczność działania. Jednak flash moby taneczne nie podlegają tej zasadzie. Spowodowane jest to tym, iż nie jest możliwe zatańczenie jednakowego układu przez wszystkich uczestników i zachowanie spontaniczności. Ten typ flash mobów nie ma sensu bez wcześniejszego przygotowania i nauczenia uczestników kroków z układu.

## Aspekty komercyjne
Wielkie firmy zapragnęły wykorzystać flash mob do celów reklamowych. Jest to sprzeczne z ideologią flash mobu, która mówi, że akcje odbywają się dla czystej przyjemności i nie mogą mieć żadnego innego celu. Przykładem polskich firm, które próbowały wykorzystać flash mob jako reklamę, są Platforma Mediowa Point Group, Gazeta Wyborcza oraz Play.

## Powiązania
Flash moby stały się inspiracją dla wielu innych nurtów projektów miejskich, takich jak amerykański Street Wars, australijski Free Hugs, Zombie walk czy polski Urban Playground.